# (31849) 2000 EZ21
2000 إي زد 21 (ويعرف أيضًا باسم (31849) 2000 إي زد 21 وفق تسمية الكوكب الصغير) (بالإنجليزية: 2000 EZ21)‏ هو كويكب ضمن حزام الكويكبات؛ وترتيبه 31849 من حيث الاكتشاف.
اكتُشف هذا الجُرم الفلكي بواسطة بحث لنكولن عن الكويكبات القريبة من الأرض في 5 مارس 2000.

## وصلات خارجية
- (31849) 2000 EZ21 في قاعدة بيانات مختبر الدفع النفاث لأجرام النظام الشمسي الصغيرة

- الاكتشاف · مخطط المدار ·  العناصر المدارية · المعلمات المادية

- (31849) 2000 EZ21 على موقع ويكي سكاي: DSS2, SDSS, GALEX, IRAS, Hydrogen α, X-Ray, Astrophoto, Sky Map, Articles and images